# TTL露出計
TTL露出計（TTLろしゅつけい）とは、カメラに使われる内蔵露出計の一種で、撮影用のレンズを通った光を測定する形式のものである。TTL露出計を使用した測光方式をTTL測光という。

## 語源
TTLとは Through the Lens の頭文字から採っており、東京光学（現トプコン）が世界で初めてTTL方式の一眼レフカメラトプコンREスーパーを発表し外国向けカタログを作成した際に翻訳者の速川賢一が作った造語である。

## 特徴
TTL方式の利点は、撮影用のレンズを実際に通った光を測定することにより、実際に写真フィルムやCCD、CMOSに当たる光量そのものを測定できる点にある。
カメラの露出は、一般的にはレンズの明るさ（F値）とシャッター速度の組み合わせによって決定される。しかしF値はレンズを通過する時の光の吸収や散乱、さらにはフィルターによる減光等を考慮しておらず、F値から期待される光の量と比べて実際にレンズを通過する光量は少なくなる。また近接撮影時には撮影倍率が高くなるに従い著しく光量が落ちる。ピント調整やズームの操作によって実際にフィルムやCCD等にあたる光の量がレンズのF値表記から期待される値とずれることがあり、そのずれ方もレンズによって異なる。さらに、表示されるF値はJISに規定された範囲内でのばらつきが許されている。またレンズ交換式のカメラでは画角が変動するためにどの範囲の光をもって露出を決定するかが問題になる。
実際にレンズを通る光を測定すれば、こうした要因から全く解放される。特にレンズ交換式の一眼レフカメラやレンジファインダーカメラ等では、TTL方式の露出計が持つ「レンズの差が露出に影響しない」という特徴は重要である。
初期のTTL露出計には「露光中に測光できない」という欠点があったが、露光中に実際にフィルム面に当たっている光を計測する方式であるTTLダイレクト測光の開発によって撮影中の光線状態の変化に対して追従できるようになり、複雑な条件下でもエレクトロニックフラッシュの自動調光が可能となるTTLオートフラッシュが実現した。

## 歴史
世界初のTTL測光内蔵式露出計は1960年（昭和35年）のフォトキナに旭光学工業（現リコーイメージング）が持ち込んだペンタックススポットマチック（Pentax Spotmatic 、後のアサヒペンタックスSPのプロトタイプ）である。ただし一般には公開されず、開発中の試作機のとりあえずの完成品として写真誌等の関係者のみに発表されたため、当時は大きな話題にはならなかったというエピソードが残っている。この試作機はTTLによるスポット測光であるが、フォーカシングスクリーンの脇から測光の際にアームが出てきて、その先端に付く受光素子が中心部の光量を測定する。絞り込んで測光する上に、焦点を合わせる上で最も重要になる中心部が見えなくなるという欠点を抱えており、旭光学ではこの状態での商品化はしなかった。
世界で初めて市場に出たTTL測光の一眼レフカメラは1963年（昭和38年）に東京光学（現トプコン）のトプコンREスーパーである。ファインダー交換式でありながらミラーメーター方式を採用することによってTTL測光を実現し、交換レンズの絞り値連動機構を備えることによって開放測光機能をも実現させたプロ仕様の先進的な高級カメラであった。この時河瀬澄之介が発明した、レンズの絞り値をボディに伝達する機構は「撮影レンズの透過光を測定する方式の露出計を組み込んだ自動プリセット絞式一眼レフレックスカメラ」という特許（特公昭42-16573）になり、しばらくの間各社で開放測光機を開発する際には欠かせないものになった。
続く1964年（昭和39年）には旭光学工業からアサヒペンタックスSPが発売される。測光範囲はスポット測光から、ファインダーの脇にCdSを置く平均測光に改められた。絞込み測光を採用し、M42マウントのすべてのレンズでTTL測光を使える。こちらは価格も手頃であったためにベストセラー機となった。
オリンパス光学（現オリンパス）から1975年（昭和50年）に発売されたオリンパスOM-2は、世界初のTTLダイレクト測光を実現したカメラである。これによりTTLフラッシュ調光が可能となった。

## 構造別分類
TTL測光を使ったカメラはその構造からいくつかのタイプに分けられる。ほとんどは一眼レフカメラにのみ搭載できる方式で、レンジファインダーカメラはダイレクト測光とリトラクタブルセンサー方式のみ実現できる。

### ミラーメーター式測光

ミラーメーター式測光

一眼レフカメラのミラーの裏側に測光素子を貼り付け、ミラーの反射面の一部を光が透過できるように隙間を作って光を導く方式。トプコンREスーパーにおいては、ファインダー交換を可能にするなど、メリットもあったが、反面、ミラーの質量の増加など、欠点もある。この方式を採用したカメラは、トプコン・ミランダなどの一部にとどまった。

### ファインダー光路測光

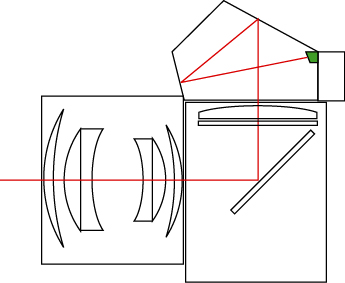
ファインダー光路式測光

一眼レフカメラで最も一般的に用いられる方法。ファインダー像上の明るさを接眼部付近に組み込まれた受光体を使って測光する。ペンタックスSPで採用された方法である。従って、ファインダースクリーンを交換可能な機種では、スクリーンの透過率が変わると露出計の指示する露出が適正値からずれてしまう。
また、ミノルタSR-T101のように、ペンタプリズム内部に受光部を置く方式もある。ニコンF、F2などファインダー交換式のカメラではTTL露出計を内蔵した交換式ファインダーが存在する。

### カットコンデンサー式測光

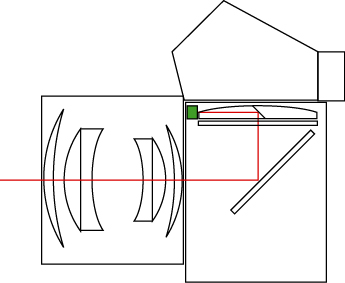
カットコンデンサー式測光

一眼レフカメラのピントグラスの上に位置するコンデンサーレンズに、中央を斜め45度に切ってハーフミラー加工し、再び貼り合わせたものを用い、コンデンサーレンズと同一平面状に受光部を置いて、コンデンサーレンズ内を屈折して入射してくる光を測る方式である。キヤノンFTなどキヤノンのカメラでのみ用いられた方法である。構造上、スポット・部分測光以外の測光分布にはできない。

### ダイレクト測光

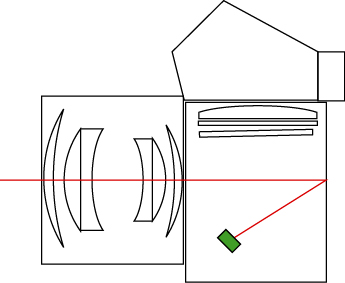
ダイレクト測光

露光中のフィルム面（またはシャッター幕）からの反射光を測定する方式。主にAEカメラに用いられる。オリンパスOM-2で初めて実現された。ミラーアップ時に光路の遮断の影響を受けず、露出値の記憶回路を組み込む必要がなく、ファインダーからの逆入光にも強い。またTTLフラッシュ調光のためには露光中の光量測定が必要であり、ダイレクト測光の実現によってはじめてそれが可能となった。
非露光時はクイックリターンミラーが光路を遮断するため、ファインダー光路測光方式やサブミラー方式などその他の測光方式と併用する機種が多い。このため、厳密にはファインダーなどに表示される測定結果と実際の露出が異なってしまうという欠点がある。
定常光のダイレクト測光は、オリンパス以外のメーカーの採用例は数機種にとどまったものの、TTLフラッシュの調光機能としては多数のメーカーに採用された。デジタル化とともに感光媒体がフィルムからCCD、CMOSなどのイメージセンサーになって以降は、フィルムと異なる反射光の問題等からほとんど採用されなくなっている。
旭光学工業（現リコーイメージング）のペンタックスLXで採用された測光機構であるIDMシステムはクイックリターンミラーをハーフミラーにし、ミラーを透過してシャッター幕を反射した光をミラー裏面のサブミラーによって常時ボディ側のTTL露出計に導光するため、露光時、非露光時、ファインダースクリーンやファインダー部の交換などの影響に関係なく、常に同じ光路でTTL測光を行うことができる完全なダイレクト測光方式である。
この方式の露出計はミラーや一眼レフファインダー機構が測光に必要ないので、レンジファインダーカメラにも搭載可能であり、採用機種にミノルタCLEとコニカヘキサーRFがある。

### サブミラー式測光

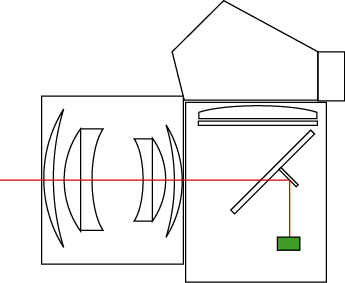
サブミラー式測光

クイックリターンミラーの一部をハーフミラーとし、その裏面にメインのミラーとは逆向きに立ち上がるサブミラーを取り付けてある。ハーフミラーを透過し、サブミラーに反射してカメラ底部に置かれた受光部に入射する光を測るものである。サブミラーはミラーアップ時はクイックリターンミラーと平行に収納される。ファインダーからの逆入射光の影響を受けにくい。
同様の方法で測距しているオートフォーカスセンサーとミラーを共有できるため、オートフォーカス一眼レフカメラによく用いられる。

### リトラクタブルセンサー式測光

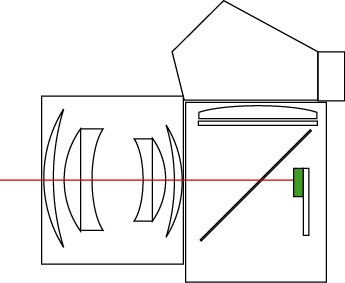
リトラクタブルセンサー式測光

一眼レフカメラではキヤノンのペリックス・ペリックスQLでのみ用いられた方式で、ミラーの後にレバー操作で繰り出す受光素子を置いて、レンズからの入射光を直接測る方式である。普段は受光部は折りたたまれている。この方式では必ず部分測光方式になる。
一眼レフカメラ用ではミラーが全面ハーフミラーになっているペリックスでのみ実現可能な方式であり、通常の一眼レフカメラには使用できない方式である。また撮影時には受光部を収納させる必要があるため、測光と露光を連続的に行うAEカメラにも使用できない。ミラーのないレンジファインダーカメラでは比較的よく用いられる方式で、代表例としてはライカM5、ライツミノルタCLがある。

## 方式別分類
レンズを通る光の量は被写体の明るさとレンズの絞りによって決まる。光の量をいつどのような状態で測定するかによっていくつかの方式が存在した。

### 絞込み測光
実際にレンズの絞りが絞り込まれた状態で測光する方式。実絞り測光とも言い、理論上最も正確な測光が行える方式である。
露光する段階と同じ状態で測光するので複雑な回路が必要なく、初期のTTL露出計内蔵一眼レフカメラでは広く普及した。しかし測光のために絞り込む手間が掛かるため、次第に開放測光に取って代わられることとなった。
現代でもマウントアダプターを使用する場合など、マウントの連動機構が使えない場合は絞込み測光を行うほかない。またレンジファインダーカメラにおいては、絞りを開放状態にしておく必要がなく常時設定値に絞り込まれた状態にあるため、TTL露出計を内蔵する場合は必ず絞り込み測光である。
瞬間絞込み測光、ダイレクト測光も絞り込み測光の一種である。

### 瞬間絞込み測光
レリーズボタンが押された瞬間に絞り込んで測光する方式。一部のAEカメラにおいて採用される。絞り連動機構のないレンズでも絞り優先AEが行える他、ボディ側から絞り値を制御できるタイプのレンズであればシャッター速優先AEやプログラムAEを実現することもできる。絞り連動機構があるカメラであっても、絞りの設定値と実際のF値が異なることも多いため瞬間絞込み測光によって補正を行うカメラも存在する。
レリーズタイムラグが大きくなりがちなことと、特にセルフタイマー撮影においてファインダーからの逆入光の影響を受けやすい欠点がある。

### 開放測光
上記実絞り測光の欠点を解消するために、開放状態で測光しても正しい露出を得る方式。TTL露出計を内蔵する現代の一眼レフカメラのほとんどはこの機能を実現している。レンズマウントに絞り設定値の連動機構を備え、カメラボディ側に設定された絞り値を伝達することによって、開放状態での測光値から絞り込んだ状態での値を算出し、適正露出を計算する。オートフォーカス一眼レフが登場して以降、ボディ側で絞り値を設定するものが増えたが、この場合はその設定値を使って計算する。

## 範囲別分類
TTL測光カメラも技術の進歩によってAE化が進み、それとともに測光方式も徐々に自動測光化が進んだ。かつてはひとつのカメラはひとつの測光範囲しか持ち合わせていなかったが、現在のカメラの多くは複数の測光パターンを持ち、いつでも切り替えできるようになっている。

### スポット測光・部分測光
画面の中心の1～5%程度の極小の範囲で測光を行う方式。カメラ側の判断が一切入らないため、どの機種においても同じ測光結果が出る。ただし、反射光式露出計の特徴を理解していないと使いこなしが難しい方式である。
AEでの使用には全く適さず、AE使用時においては測光時にAEロック機構と連動させる場合がほとんどである。
測光を1回で終わらせず画面内の複数の場所を測って平均する多点スポットという使い方をされることも多い。
露出制御が撮影者側で決定できるため、フルマニュアル露出を多用し、経験豊富な撮影者に好まれる傾向にある。現在も上級者向けのカメラには必須の機能として実装されている。亜種として、やや測光範囲の広い「部分測光」というものもある。
使いこなしの難しさや速写性の欠如からスポット測光方式を単独で採用しているカメラは非常に少ない。一方、部分測光方式のみを搭載しているカメラはキヤノン製一眼レフカメラに多かった。

### 全面測光
「平均測光」とも呼ばれ、定義としてはファインダー視野角全面を測光範囲とし、反射測光の標準反射率18％を基準として画面全面で測光し平均値を得る方式。画面内を平均的に測光しているため、順光では被写体が画面内で移動しても測光結果はほとんど変化しない。スポット測光と同じく、カメラ側の判断が一切入らないため、どの機種においても同じ測光結果が出る。スポット測光機能のような知識や経験がなくとも、ある程度の露出精度が得られるが、反射光式露出計の欠点が強く出る短所がある。たとえば白い背景の中に黒い被写体がある状況でそのまま測光すると、露出計には平均化されてグレーとして扱われるため、どちらにも露出が合わない。このように背景の明るさを測光結果に入れたくないときは被写体に接近してメインの被写体だけを測光することで対応することができる。
また「標準反射率18％」という一定の法則に従っているため、これを理解している撮影者においては自己の判断で露出コントロール（あえてオーバー目・アンダー目等）を行いやすい方式である。
中央部重点測光が普及するまでは、廉価機から高級機まで一眼レフカメラTTL測光のスタンダードであった。

### 中央部重点測光
画面中央の一定部分を中心に測光し、その上でその周辺部の測光値も加味する方式で、画面内の極端な明暗差の影響を受けにくい部分測光と、ある程度アバウトな測光でも正しい露出が得られる全面測光の長所を併せ持つ。カメラによっては、さらに画面上部の明るさを無視することで空の明るさの影響を減らそうとしているものもある。AEカメラの登場によって、測光機能も自動化の要求が生まれたことによって開発された。多分割測光機能が登場するまでは自動測光の主流であり、多分割測光のカメラでもそのほとんどが中央部重点測光に切り替え可能である。
スポット測光や全面測光と違い、被写体の画面内における位置が変わると測光結果が変わるため、撮影者はこのことを理解して使う必要がある。しかし、中央重点という唯一の法則によるため、算出される露出値の傾向は多分割測光に比べると掴みやすい。
アバウトな測光をしても比較的正しい露出を算出できるが、あまりに中央から離れた場所にメインの被写体がある場合や、中央に逆光の被写体がある場合など正確な露出算出が期待できない場合もある。このような場合に対応するため、徐々に露出補正機能の需要が高まり、実装される機種も増えていくことになった。
ただし中央部重点測光という同じ括りのなかにおいても各カメラメーカーの測光に対する考え方により、測光における中央部の重視度にばらつきがあり、例えばオリンパスは全面測光寄り、ニコンは部分測光寄りという個性があることに注意する必要がある。

### 多分割測光
撮影エリアの中をいくつかの部分に分けて独立に明るさを測定し、コンピュータ処理により最適な露出値を求めるもの。逆光で主要被写体と周りとの輝度差が大きい場合など、平均測光や中央重点測光では適正な露出値が得られず、露出補正を必要としていたような場面でも、自動的に適正な露出値を得ることを目的としている。写真撮影に熟達していない初心者でも露出の失敗を減らせるほか、即写性が求められる用途などでも有効である。
コンピュータなどなかった時代のアナログ算出方式ながら分割測光というコンセプトが初めて用いられたのはミノルタのSR-T101、コンピュータ計算による多分割測光が実用化された初めてのカメラはニコンFAであった。
多分割測光がほかの測光方式と決定的に異なるのは、測光パターンや測光エリアの形状などだけで露出を算出しているわけではなく、測光結果をコンピュータ処理で加工して最終的な露出を求めている点である。ほかの測光方式では、測光範囲内のあるひとつの部分の測光感度は常に一定だが、多分割測光では同じ部分で測光しても感度が状況によって変化することがある。たとえば、逆光によって輝度が高くなっていると判断された箇所は一時的に感度を下げるという処理をする場合などである。このような露出値算出アルゴリズムは、カメラメーカーやカメラの機種によって異なっている。このため、同じシーンでもカメラが異なると算出される露出値に違いを生ずることがある。また、露出補正などの適正値を判断することがやや難しい。
現在では初期のものに比べ精度が向上し、デジタル一眼レフカメラのCCDようなラチチュードの狭い撮像素子でもほぼ即座に適正露出を算出できるほどに成熟された技術であるが、それでも極端な条件では露出ミスを起こすことがある。このような場合、多分割測光とオートブラケット機構やAEロック機構と組み合わせて使用することによって、作画意図どおりの写真を撮影することが可能である。またほとんどの多分割測光搭載カメラは中央重点測光やスポット測光に切り替えられる。
よく知られる各社の多分割測光方式として以下の方式がある。
- オリンパス - ESP（Electro Selective Pattern）測光。OM40に搭載、その後のデジタルカメラやデジタル一眼レフカメラでも「デジタルESP測光」として搭載。
- キヤノン - 評価測光。画面内のコントラストに反応して、そのコントラストの高い部分が露出の決定にどれくらい重要かを評価し、それに基づいて適正露出を算出する。順光の風景など画面内のどの部分もコントラストがあまり大きくない時は中央部重点測光のような動作になる。EOS650から搭載され、EOS10QD以降はオートフォーカスエリアも参考にした動作になった。
- 京セラ/コンタックス - 評価測光。
- ニコン - マルチパターン測光。多点スポット測光に近い結果を算出するように設計されている。ニコンFAで初搭載、その後ニコンF5でレンズからの距離情報や被写体の色調を加味する「3D-RGBマルチパターン測光」となる。
- ペンタックス - 分割測光。キヤノンの評価測光と似た算出方式。機種によってはフィルムのDXコードからラティチュード情報を読み取り、露出決定の要素に加えている。
- ミノルタ/コニカミノルタ - ハニカムパターン測光。画面の広範囲にわたる測光エリアのうち、コンピュータによって算出された重点エリアをさらに細かく分割測光する。

## 補助機能

### マルチスポット測光
多点スポット測光をする際に、複数の測光結果を自動的に記憶したり平均化したりできる機能である。多点スポット測光の手間を大きく減少できる。

## デジタルカメラ
デジタルカメラにおいて、撮影用に使われる撮像素子そのものを使って露出を決定する方式のものが存在する。デジタル一眼レフカメラなど、旧来のカメラと同様なTTL露出計を用いているものも存在するが、コンパクトデジタルカメラ・携帯電話やスマートフォンのカメラ機能・ミラーレス一眼カメラでは撮像素子を用いる方式が主流である。
コンパクトデジタルカメラやミラーレス一眼カメラで使われる撮像素子は、構図の決定に使われる液晶画面やEVFへの出力にも用いられており、常に撮影用レンズを通った光を検出しつづけている。そして、そのデータを使って露出決定も行っているため、これもTTL測光方式の一種であり、TTL-CCD測光などと呼ばれる。究極の多分割測光を実現できるほか、スポット測光、平均測光、中央重点測光などの再現も可能である。安価なモデルでは全自動制御のみとなるものが大半だが、高級な製品となると、測光方式の選択や、マニュアルでの露出制御が可能なものもある。
また、デジタルカメラは撮影直後に撮影された画像を確認でき、画像のヒストグラムを表示する機能なども簡単に実装できるため、マニュアルでの露出制御の失敗を比較的簡単に避けられる。